# 스토커: 콜 오브 프리피야트
《스토커: 콜 오브 프리피야트》(S.T.A.L.K.E.R.: Call of Pripyat)는 S.T.A.L.K.E.R.: 쉐도우 오브 체르노빌의 후속작으로, 우크라이나의 GSC 게임월드에서 개발한 1인칭 슈팅 게임이다.
스토커 시리즈의 주 무대는 체르노빌 원자력 사태가 발생한 우크라이나 지역을 배경으로 하고 있으며, 콜 오브 프리피야티는 S.T.A.L.K.E.R. 시리즈의 3번째 게임이다. 시리즈는 쉐도우 오브 체르노빌, 클리어 스카이, 콜 오브 프리피야티의 3가지 게임이 출시되어있으며 각각의 스토리가 연관성을 지니고 있다.

## 게임플레이

### 줄거리

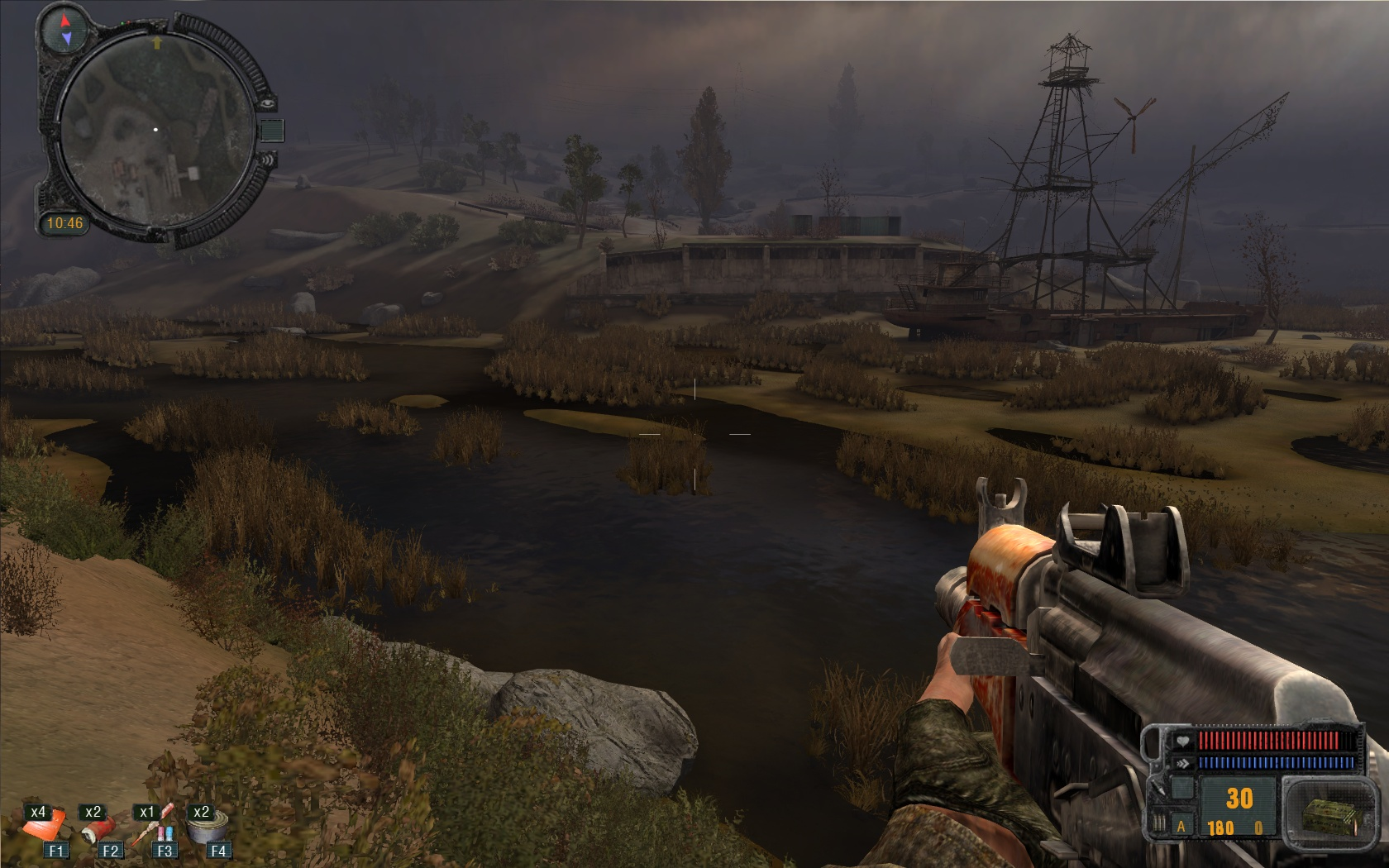
콜 오브 프리피야티 게임 화면

스토커: 콜 오브 프리피야티의 줄거리는 스토커: 쉐도우 오브 체르노빌의 스토리와 연관된다. 쉐도우 오브 체르노빌의 주인공인 스트렐록이 두뇌 소거자 (brain scorcher)의 기능을 정지시킨 사실을 파악한 정부는 존의 중심부인 체르노빌 원자력 발전소를 점령하기 위해 페어웨이 작전(Operation Fairway)을 펼치게 된다.
이 페어웨이 작전 계획에 따라 첫 정찰부대가 이상 현상 지도를 길잡이 삼아 투입되지만, 정찰 부대의 헬기가 연락이 끊기고 실종되어는 사고가 발생하게 된다. 여러 가지 준비가 부족했던 탓에 많은 헬리콥터가 파괴되자 이 작전은 결국 취소되고 만다. 그리고 페어웨이 작전이 실패한 원인을 찾고자 우크라이나 정보국에서는 알렉산더 데그챠레프(Alexander Degtyarev) 소령을 현지로 파견하게 된다.
게임 내에서 데그챠레프 소령은 페어웨이 작전 중 추락한 헬기를 조사하여 원인을 파악하는 임무를 맡는다. 추락 장소를 조사해나가면서 프리피야티에 도착한 덱탸레프 소령은 헬리콥터 사고에서 살아남은 생존자를 찾게 되고, 스트렐록을 만나 존의 비밀을 듣게 된다. 그리고 그들은 우크라이나 내무군과 통신에 성공하여 모노리스들의 거센 저항을 물리치고 프리피야티에서 무사히 탈출하는 것으로 게임은 끝나게 된다.

### 구성
스토커: 콜 오브 프리피야티에서는 프리피야티 주변과 프리피야티를 중심으로 게임이 진행된다. 주인공은 자톤(Zaton), 주피터(Jupiter), 프리피야티(Pripyat)의 세 지역을 탐험하게 되는데, 이는 전작들에 비해 갈 수 있는 지역은 줄어든 것이지만 각각의 맵들은 그 숫자를 충분히 커버할 만큼 광활한 편이다.
또한 RPG 게임을 표방한 FPS 게임답게 플레이 중에 게이머가 행동했던 의사결정, 행동, 완료한 퀘스트 등에 따라 엔딩이 여러 가지로 변경되는 멀티엔딩 구조로 이루어져 있다.
기본적으로 게임은 메인 퀘스트와 부가 퀘스트로 나뉘어 있으며, 부가 퀘스트는 해결하지 않아도 문제는 없으나 최종 엔딩에 영향을 미치므로 부가 퀘스트 역시 신중하게 플레이해야 한다.
그리고 시리즈 최초로 '성과' 개념이 도입되어, 게이머의 플레이 성향과 각종 성취 결과에 따른 '성과'를 획득할 수도 있다. 성과를 얻게 되면 지역 곳곳에 숨겨져 있는 아이템 은닉처의 위치를 알 수도 있을 뿐만 아니라, 마찬가지로 '성과' 역시 최종 엔딩에 영향을 미치게 된다.

### 게임 플레이
스토커: 콜 오브 프리피야티는 체르노빌 사고로 인한 소개 구역 내에서 벌어지는 대 참사 후의 공포와 전략적인 롤 플레잉 게임이 주된 요소로 등장하고 있다.
또한 스토커 시리즈는 각종 MOD가 많이 만들어지는 게임으로도 유명한데, 본 게임 역시 많은 MOD가 활발하게 만들어지고 있어 각종 모드를 추가로 설치할 수도 있다.

### 방사능 및 이상현상
게임의 배경이 되는 모든 지역에는, 곳곳에 방사능 지대와 이상 현상 지역이 존재한다. 방사능에 피폭되는 경우 방사능을 억제해주는 아이템 (보드카나 주사기)를 사용하여 방사능 수치를 완화해주어야 한다. 또한 필드 곳곳에 플레이어를 단숨에 죽음에 이르게 하는 이상현상 지역이 도사리고 있어, 무턱대고 달려 다니다가는 이상 현상에 휘말려 죽음에 이르게 된다.
그리고 '에미션(블로우 아웃)'이라는 이상 현상도 존재하는데, 에미션은 플레이 도중 시간을 가리지 않고 랜덤하게 발생하며 에미션이 발생했을 때는 즉시 대피할만한 곳을 찾아 엄폐해야 한다. (추후 게임 진행 중 에미션에 견딜 수 있는 약을 얻을 수 있으며, 이때는 필드에서 에미션을 만났을 때도 죽지 않고 버틸 수 있다)

### 전투
전투 시 부상을 당하게 되면 출혈에 의한 데미지가 많이 나타나므로, 플레이어는 수시로 붕대나 구급약등을 필요로하게 된다. 이와 비슷하게, 무기나 방어구 같은 경우엔 계속 사용할시에 내구도가 떨어져서 장비 내구도에 영향을 주게 된다. 각 아이템들의 내구도는 플레이어의 인벤토리에 표시되어 있으며, 많은 손상을 입었거나 완전히 고장났을시에는 게임화면에 붉은색 아이콘이 나타나 플레이어가 이를 인지할 수 있도록 하였다.
스토커들과의 전투 뿐만아니라 곳곳의 군인, 돌연변이 동물, 좀비 등 다양한 상대들과도 조우를 하게 된다.

### 상인
존에 거주하는 상인과 스토커들은 각종 물건과 서비스를 거래하고 있다. 전작 게임들과는 달리, 콜 오브 프리피야티에서는 무기와 방어구가 어느 정도 파손되면 수리하지 않는 이상은 판매 및 교환을 할 수 없다. 또한 상인들은 돈을 받고 임무에 대한 정보를 주기도 하며 (직접 임무를 주기도 한다), 여러 문서를 구입하는 것에 열의를 보인다.
단, 어떤 문서들은 상인에게 판매해버리면 몇몇 미션을 플레이해볼 수 없게 되므로 신중하게 파는 것이 좋다. 또한 게임 초반 당도하게 되는 스카도프스크 기지에는 각종 방어구 및 무기 아이템들을 구해다 주는 님블(Nimble)이라는 스토커도 있는데, 그가 판매하는 아이템들은 대부분 상점이나 필드에서 구할 수 있는 아이템들보다 상급 유니크 아이템들이다.

### 업그레이드
주요 아이템의 성능, 내구도 등을 업그레이드 시킬 수 있는 시스템으로써, 아이템의 업그레이드는 3단계로 나뉘어 있다. 각각의 단계를 업그레이드 하기 위해서는 그에 맞는 도구 (tool, 공구)가 필요하며, 공구를 찾아서 각 지역의 수리/개조 엔지니어에게 전달해 주어야한다. 프리피야티를 제외한 각각의 맵에서는 1, 2단계에 해당하는 업그레이드 용 도구가 있으며, 프리피야티에는 3단계의 업그레이드를 가능하게 해주는 도구를 찾을 수 있다.
업그레이드 시스템은 스토커: 클리어 스카이와 유사하나, 부정적 업그레이드는 제외되었다. 업그레이드는 일종의 테크-트리의 개념이 적용되어있어서 선택적으로 아이템을 강화시킬 수 있으며, 한 가지 업그레이드를 선택하게 되면 다른 한가지의 업그레이드는 포기해야하는 방식이다.

### 돌연변이
돌연변이들은 존의 전 지역에서 출현하며 대부분은 모든 스토커들에게 적대적이어서, 사람이 가까이 가면 공격을 한다. 돌연변이를 조종하는 인공지능은 전작의 두 게임보다 더 진화하여, 돌연변이들은 좀더 사실적이면서 향상된 지능을 보여준다. 예를 들어 인간형 돌연변이인 스노크의 경우에는 게릴라식의 공격을 펼치기도 하며, 돌연변이 중 하나인 블러드서커같은 경우 이름그대로 흡혈을 하면서 플레이어를 위협해오기도 한다. 또한 플레이어의 정신을 공격하는 돌연변이들도 있다.

### 파벌
존에는 로너(Loner), 밴디트(Bandit), 용병(Mercenery), 과학자(Scientist), 군인(Military), 모노리스(Monorith), 듀티(Duty) 및 프리덤(Freedom)과 같은 파벌들이 존재한다. 이중 듀티와 프리덤은 적대 관계이지만, 안전지대로 지정된 구역 (Yanov station 등)에서는 서로 싸우지 않고, 안전지대의 바깥에서만 서로 적대적으로 싸운다.
Zaton과 Jupiter 지역의 용병들은 플레이어의 행동에 따라 중립적이거나, 적대적이 되기도 한다. 플레이어는 일반적으로 다른 파벌들과는 중립관계이지만 프리피야티에 있는 모노리스 파벌과는 적대 관계이다.

### 프리 플레이
프리 플레이 모드에서, 모든 미션이 종료된 후에도 플레이어는 존을 탐험하면서 아직 끝내지 못한 미션들을 마무리 지을 수 있다. 플레이어는 이 모드에서 숨겨진 아티팩트와 아직 얻지 못한 각종 성과들을 획득할 수 있다.

## 평가
| 평가 |        |
| --- | ------ |
| 통합 점수 통합사 점수 메타크리틱 80/100 [ 5 ] 평론 점수 평론사 점수 에지 7/10 [ 6 ] 유로게이머 8/10 [ 7 ] 게임즈마스터 79% [ 8 ] 게임스팟 8/10 [ 9 ] 게임스파이 [ 10 ] 게임존 8.5/10 [ 11 ] IGN 8.2/10 [ 12 ] PC 포맷 80% [ 13 ] PC 게이머 (UK) 87% [ 14 ] PC 파워플레이 9/10 [ 15 ] |        |
| 통합 점수 |        |
| 통합사 | 점수   |
| 메타크리틱 | 80/100 |
| 평론 점수 |        |
| 평론사 | 점수   |
| 에지 | 7/10   |
| 유로게이머 | 8/10   |
| 게임즈마스터 | 79%    |
| 게임스팟 | 8/10   |
| 게임스파이 | [ 10 ] |
| 게임존 | 8.5/10 |
| IGN | 8.2/10 |
| PC 포맷 | 80%    |
| PC 게이머 (UK) | 87%    |
| PC 파워플레이 | 9/10   |